# مجید دری
مجید درّی (زاده ۲ اردیبهشت ۱۳۵۸) عضو شورای دفاع از حق تحصیل، فعال سابق دانشجویی و زندانی سیاسی سابق است که محروم از تحصیل و به بهبهان تبعید شده‌بود. مجید درّی، که از اعضای شورای دفاع از حق تحصیل و از جمله حامیان مهدی کروبی در جریان انتخابات ریاست جمهوری ایران ۱۳۸۸ بود، در پس آغاز اعتراض‌های مردمی به اعلام نتایج مشکوک و در پی آن بازداشت‌های گستردهٔ فعالان سیاسی، اجتماعی، مدنی و دانشجویی و روزنامه‌نگاران در تاریخ ۱۸ تیر ماه ۱۳۸۸ بازداشت و به زندان اوین منتقل شد.

## محکومیت به ۱۱ سال حبس تعزیری
وی پس از اعتراضات مردم ایران به نتایج انتخابات ریاست جمهوری (۱۳۸۸)، در ابتدا به تاریخ ۲۷ دی ماه ۱۳۸۸ به ۱۱ سال حبس تعزیری محکوم شد که باید ۵ سال از این مدت را در شهر ایذه به عنوان تبعید تحمل کیفر می‌نمود. ۱۰ سال از مدت محکومیت درّی، به سبب اتهام ارتباط با سازمان مجاهدین خلق است که وی همواره چنین اتهامی را رد کرده‌است.
چند ماه بعد و در تاریخ ۳۰ اردیبهشت ماه ۱۳۸۹ وکیل مجید دری از تأیید شش سال حبس او در دادگاه تجدید نظر خبر داد و در آغاز پاییز همان سال مجید دری به همراه دیگر فعال دانشجویی محروم از تحصیل، ضیاءالدین نبوی از بند ۳۵۰ زندان اوین خارج و به زندان بهبهان تبعید شد و در آن‌جا با زندانیان غیرسیاسی هم‌بند بود. مجید درّی با وجود این که به بیماری میگرن مبتلا است و از تاریخ ۱۸ تیر ۱۳۸۸ از دوران محکومیت خود در زندان به سر می‌برد، اما به وی مرخصی تعلق نگرفت.
مجید درّی که در دوران حضور خود در بند ۳۵۰، چندین بار به‌همراه دیگر زندانیان دست به اعتصاب غذا نیز زده است، با نوشتن نامه‌هایی از زندان بهبهان، نسبت به حکم طولانی مدت خود و شرایط جنبش دانشجویی اعتراض کرد.
مجید دری روز ۲۲ خرداد ۱۳۹۳ با گذراندن نزدیک به ۵ سال از حکم حبس خود از زندان کارون اهواز آزاد شده‌است.